# María Polydouri
María Polydouri (en griego, Μαρία Πολυδούρη, Kalamata, 1 de abril de 1902 – Atenas, 29 de abril de 1930) fue una poeta neorromántica griega. Pertenece a la generación de 1920, que cultivó la sensación de insatisfacción y un tono decadentista semejante a los poetas malditos franceses. El amor y la muerte son los dos ejes alrededor de los cuales gira su poesía. Esta lírica rompe en una profunda tristeza y dolor, con evidentes influencias del amor en su vida.

## Biografía

### Infancia y juventud
María Polydouri nació en la pequeña ciudad de Kalamata, al suroeste del Peloponeso, el 1 de abril de 1902. Ella misma lo recordaría así, más tarde en sus diarios:

¡Ese es mi día! El día que vine al mundo en una preciosa casa, llena de luz; el día en que escuché los primeros cantos de los pájaros, vi las primeras rosas de la primavera. Han pasado desde entonces veinte años y podría creer que apenas he cumplido los diez. Y, sin embargo, cuántos momentos, días, meses, años de tristeza y desesperación, de suspiros y de lágrimas se encuentran dentro de esta vida de veinte años. ¡Y cuántas veces más aún tengo muchos, muchos más años, con mis gestos nerviosos, mis arrugas en la frente, mi silencio melancólico! ¡El mes que me dio la vida y el mes que, con su llegada, se lleva todo vestigio de vida! Me ahoga una melancolía sin límites, un tedio terrible me paraliza, un nerviosismo que está acabando conmigo. Abril… Abril, qué agradable suena mi desdicha en tu canto, me recuerdas lo que me falta… Me llenas de desesperanza.
1 de abril de 1922

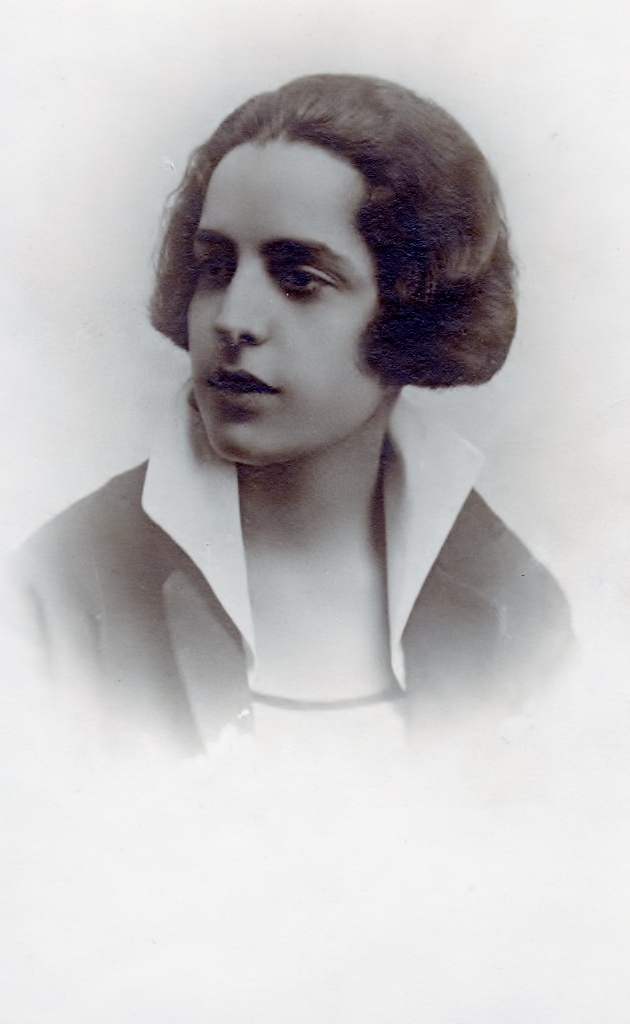
María Polydouri en 1918.

Era la tercera hija de un matrimonio acomodado. Su padre, Eugenios Polydouri, era filólogo y director de un instituto de enseñanza secundaria; su madre, Kyriaki Markatou, una mujer progresista. Además de dos hermanas mayores (Pepi y Virginia), tuvo también dos hermanos menores (Konstantinos y Evangelos). Ya desde su adolescencia se interesó por la literatura. En 1916, a la edad de 14 años, se fecha su primera composición, publicada en la revista Οικογενειακός Αστήρ, un texto de prosa poética titulado El dolor de una madre [Ο πόνος της μάνας] que describe la aparición del cadáver de un joven en la playa de su pueblo, escrito en plena conmoción por el desgarro sufrido por la madre del joven. De la misma época es su poemario (hoy perdido) Margaritas [Μαργαρίτες], que no llegó a publicar. Después de graduarse en la escuela secundaria, en 1919 aprobó, por consejo de su padre, unas oposiciones para integrarse como funcionaria en la prefectura de Mesenia.

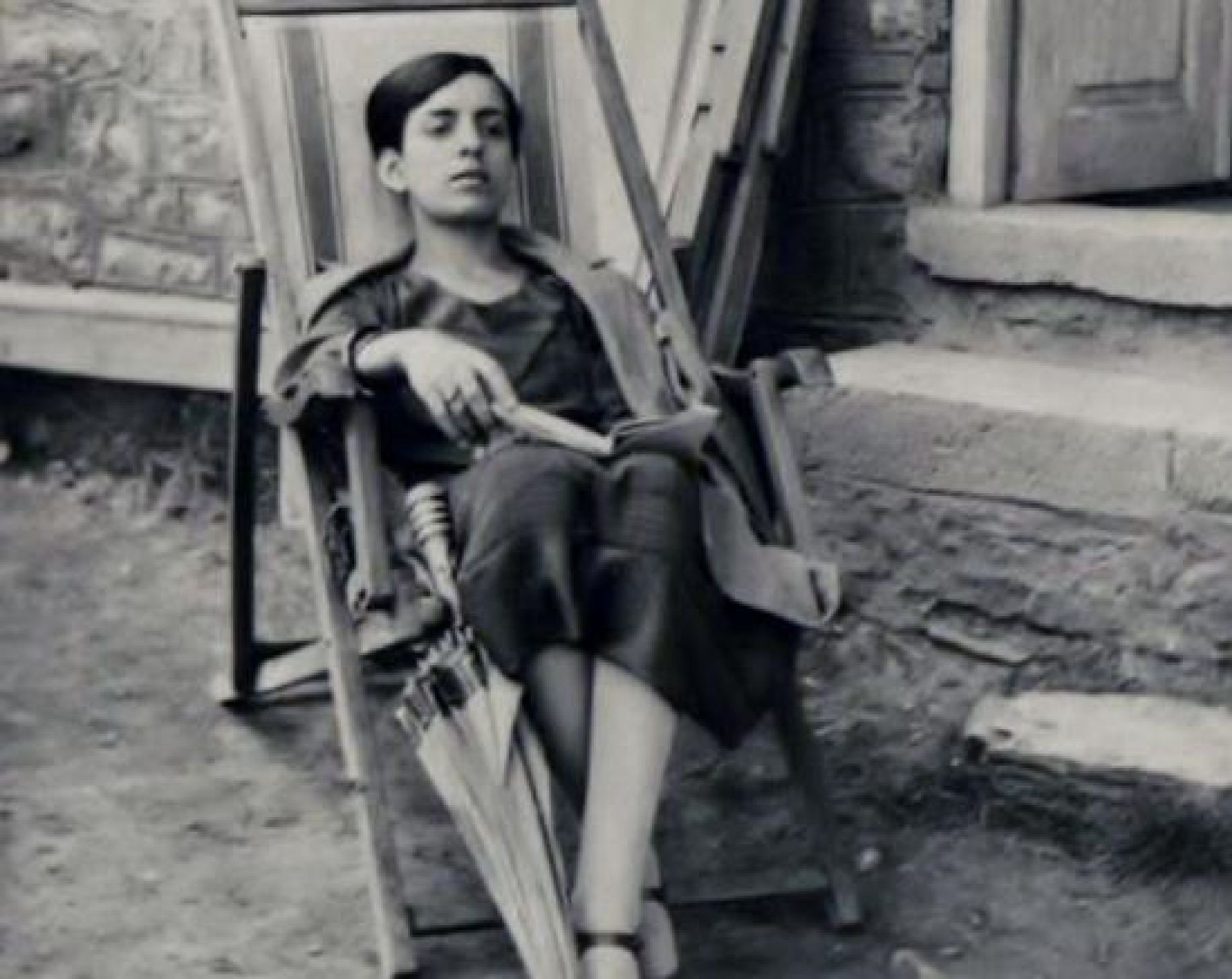
María Polydouri en 1920.

### Vida en Atenas
En 1920 perdió a su padre y a su madre en solo dos meses. Se matriculó en la Facultad de Derecho de la Universidad de Atenas y solicitó un traslado a la autoridad territorial de la prefectura de Mesenia, donde trabajaba, a la del Ática. El año siguiente se instaló en Atenas en el barrio de Exarquía (en la calle Methenis, 7), donde se concentraban los poetas y estudiantes de la ciudad. Polydouri, a diferencia de la mayoría de las chicas de su edad, estaba soltera y no tenía obligaciones sociales en su ámbito familiar, lo que le permitió gozar de una vida libre, aunque solitaria. En su diario escribió:

¡Trabajar como el peor de los trabajadores, estudiar, que baste para que estés presentable, y pasar medio mes con diez dracmas! Y no tuyos, sino prestados.
1 de mayo de 1921

Durante este periodo Polydouri trabajó y estudió, además de escribir y traducir poesía. Pero encontraba también tiempo para divertirse, flirtear y trasnochar; no cumplía con el estereotipo de mujer de la época, sino que creía en la libertad individual y la igualdad de los sexos. En la Atenas de la época, una ciudad bastante pequeña, se le acusaba de tener una «moral relajada» porque, entre otras cosas, fumaba. Con 20 años, conoció en la Facultad de Derecho al poeta Kostas Karyotakis, que tenía entonces 26 años y, además, trabajaba en el mismo departamento de la autoridad territorial de la prefectura de Atenas. Casi inmediatamente surgió entre ellos un amor apasionado que marcó tanto la vida como la obra de Polydouri.
Esta relación, con tonos culturalistas, puede apreciarse no tanto en su obra poética como en sus diarios. Así escribía María:

Medianoche

... El lamento del amor de Tosca que fluía del dulce violín hizo que sus ojos se llenaran de lágrimas y sus labios susurraran tristemente, ¡cuánto te amo! Takis, mi amado ... y luego no ser capaz de creerte ... incapaz de sentir el tesoro que escondes en tu gran alma. ¿Por qué quieres esa canción, «muero desesperado», si se la recuerdas a cada uno de nosotros, cuando uno morirá antes que el otro?
18 de mayo de 1922

Su relación duró apenas medio año, hasta el verano de 1922 en que Karyotakis descubrió que sufría de sífilis, una enfermedad que entonces era incurable y estaba socialmente estigmatizada. Informó María y le pidió que terminaran su relación. Ella le propuso que se casaran sin tener hijos y él, orgulloso, se negó a aceptar ese sacrificio por parte de ella. Entonces María dudó de su sinceridad y consideró que la enfermedad no era sino un pretexto para abandonarla.

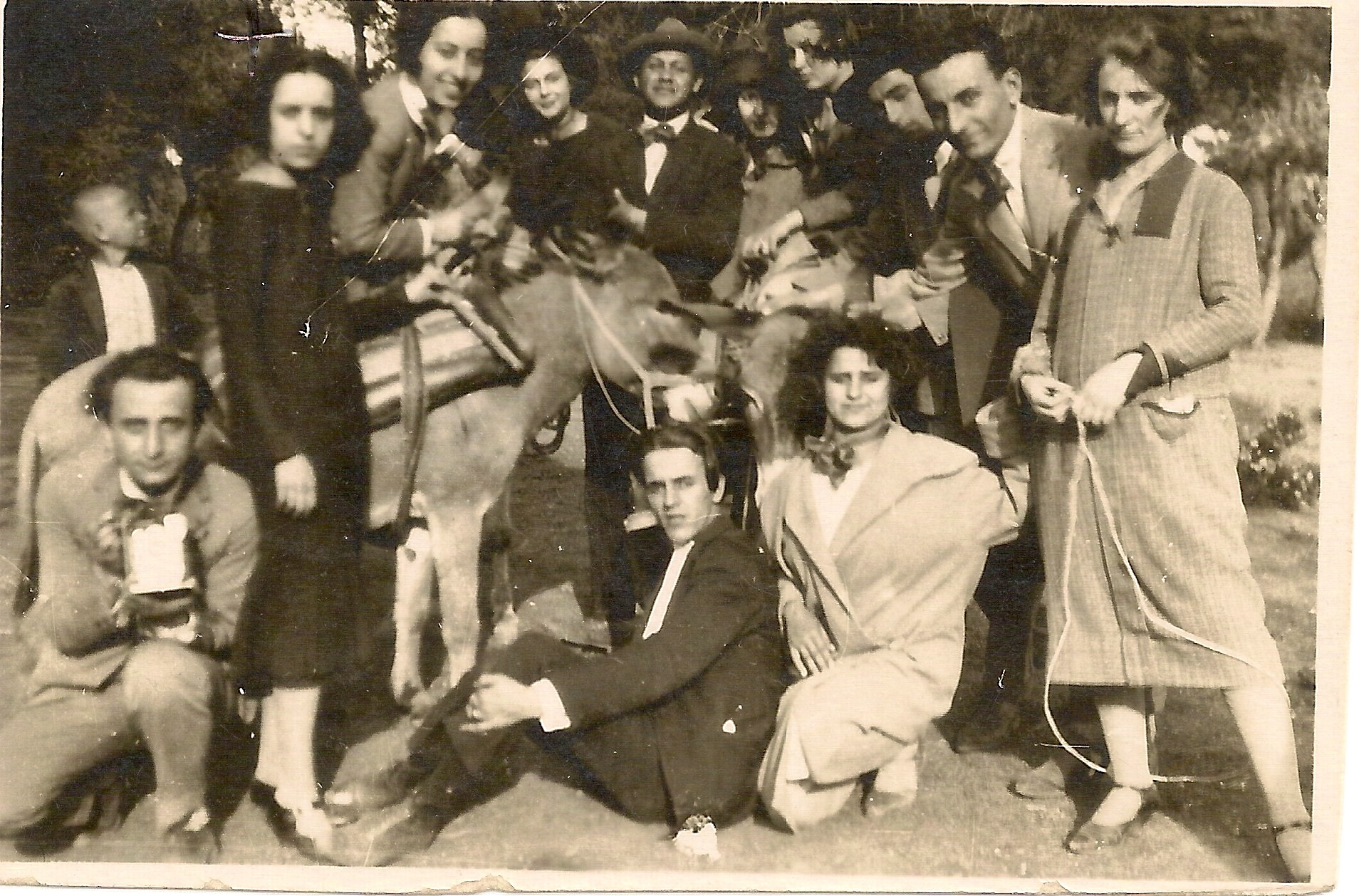
María Polydouri (la segunda por la izquierda) con la compañía de la Escuela de Arte Dramático en 1925.

Después de su separación María Polydouri continuó enamorada de Kostas Karyotakis. Sin embargo, en 1924 conoció al abogado Aristotelis Georgiou, con quien se acabó prometiendo a principios del 1925. A pesar de la dedicación de su prometido, María no podía concentrarse seriamente en ninguna actividad: perdió su trabajo en la administración pública por ausentarse injustificadamente y abandonó la Facultad de Derecho. Después cambió de rumbo. Empezó a estudiar en la Escuela de Arte Dramático del Teatro Nacional, donde tuvo como profesores a Fotos Politis y Marika Kotopouli, y llegó incluso a actuar como protagonista en la obra Retazo de Darío Niccomedi en 1926. Parece que tenía una buena voz y que bailaba sorprendentemente bien.

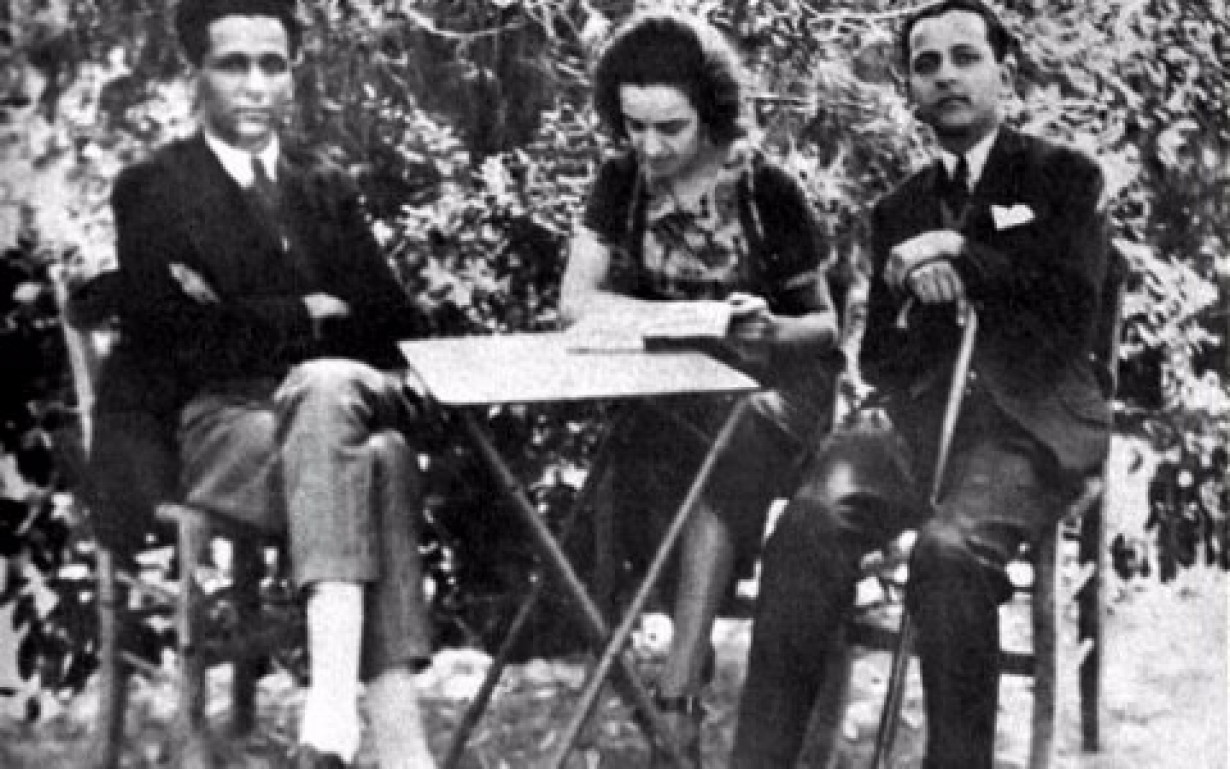
María Polydouri (en el centro) acompañada de Kostas Karyotakis (a la izquierda) y de un personaje desconocido. Fecha de la fotografía desconocida.

Cuando tiene 24 años, en 1926, cae enferma de tuberculosis, razón por la cual pasa unos meses en el pueblo de Pteri, en el norte del Peloponeso, lugar al que acudían muchos afectados por la enfermedad para sanarse. Allí se dedica, fundamentalmente, a escribir. En diciembre de ese mismo año, María se traslada a París. Sabemos por la correspondencia que mantiene con dos amigos, que antes de hacerlo había enviado una novela recién terminada a un editor, novela cuya publicación espera con angustia durante mucho tiempo.

### Vida en París
El verano de 1926 rompió de pronto su compromiso con Aristotelis Georgiou y se marchó a París, donde pasó dificultades económicas. Entró en una escuela de alta costura pero no llegó a trabajar de ello porque volvió a diagnosticársele tuberculosis. En 1928 ingresó en el hospital de la Charité de París y al poco se vio obligada a volver a Atenas. Juan Manuel Macías publicó en su poemario Sucede en la voz de otros un texto titulado María Polydouri ha decidido abandonar París, un homenaje y una recreación poética del instante en que la poeta pasa sus últimas horas en París.

### Regreso a Atenas y muerte
Los primeros momentos en el sanatorio «Sotiría» (salvación en griego) de Atenas intentó continuar su vida normal: salía del hospital, bebía, fumaba y trasnochaba. Pero sobre todo escribía sin pausa. En el sanatorio se encontraba ingresado también un joven Yannis Ritsos, quien acabaría siendo uno de los más célebres poetas griegos del siglo XX. Con Ritsos compartía su interés por la literatura y entabló amistad. Este decía de ella que «era una mujer joven de un brillo y una belleza increíbles». Ella le dedicó el poema Sacrificio. Ese mismo año se publicó su primera colección poética Los trinos que se extinguen [Οι τρίλλιες που σβήνουν] .
La colocaron en el tercer lugar en una pequeña habitación reservada para los enfermos terminales. La noticia del suicidio de Karyotakis en Preveza (el 21 de julio de 1928) la llevó al borde de la muerte y empeoró el resto de su vida. La muerte del poeta afectó profundamente a Polydouri, que comenzó entonces una autobiografía que abandonó al poco tiempo, pero cuyo inicio es tremendamente conmovedor:

Si alguno de mis amigos leyera estas páginas, se extrañaría de que yo haya sido una enamorada toda mi vida. ¡Trivialidad! ¡Romanticismo! ¡Puerilidad! ¡El amor! Pues resulta que sí, soy una enamorada. Esta trivialidad me entusiasma, me muestra que fui una criatura humana auténtica y no desmembrada. Mientras extiendo los brazos en el vacío, absoluto vacío, a aquel que pasó sin que pudiera retenerlo con todo mi amor, me parece que ya no soy nada más que amor. Mis pensamientos están tan llenos de lo que me dijo, lo que le dije, lo que me escribió, sus rasgos, su dolor, su muerte, que me sorprende que esté siempre hablando de otras cosas y esté de buen humor y quizás incluso contenta. ¿Qué tremendas fuerzas se esconden, pues, dentro del ser humano? ¿Y cuán grande debe de ser la fuerza del amor que las crea y las destruye?
10 de agosto de 1928

Había decorado la pequeña habitación con imágenes de poetas como Byron o Baudelaire, y tenía una foto de Karyotakis al lado de su cama. La pequeña habitación se transformó en un salón de poetas y eruditos: allí la visitaron personajes del mundo intelectual y artístico como tales Fotos Politis, Marika Kotopouli, Ángelos Sikelianós, Myrtiotissa (pseudónimo literario de Theoni Drakopoulou) o Kostas Ouranis.
Sin embargo, sin dinero para adquirir los caros medicamentos contra su enfermedad y sin familiares que pudieran hacerse cargo de ella convenientemente (solo contaba con sus hermanos, también muy jóvenes), su salud fue resintiéndose progresivamente. Su segunda y última colección de poesía, Eco en el caos [Ηχώ στο χάος] , se publicó en 1929.

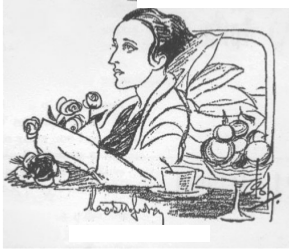
María Polydouri en la cama del hospital, dibujada por Fokion Dimitriadis y publicado en Eleftheron Vima, 26, enero de 1930.

La prensa de la época se hizo eco de su situación, que atraía la atención de los lectores por su vida «cualitativamente excéntrica» y «poética». Los medios de comunicación más tradicionales la pusieron como ejemplo del tipo de vida que una mujer joven no debía seguir: una vida poco virtuosa que acaba pasando factura. Sus últimos días los pasó en la clínica Christomanou, donde la trasladaría su antiguo prometido Aristotelis Georgiou. Allí murió a causa de la tuberculosis el 29 de abril de 1930, al poco de haber cumplido los 28 años.
Angelos Terzakis, uno de los pocos que asistió, escribiría más tarde sobre el funeral de Polydouri:

Seguimos el camino a la tumba siempre muy pocos, un funeral casi familiar, donde nosotros, los jóvenes, completamente extraños a la familia, tuvimos la sensación de que estábamos de luto por alguien que, en secreto, nos pertenecía solo a nosotros. Es algo que no parece nada, el luto de los jóvenes por los jóvenes. Si saben algo, un secreto, cierto lema que los une. Los mayores no lo sospechan. Son incapaces de sentirlo. Piensan en lo convencional, lo formal y lo establecido. Nosotros, en el momento en que se iban a la tumba los restos de María Polydouri, estábamos escuchando oscuramente la marcha épica de una época.
Ο ματωμένος λυρισμός, periódico To Vima, 19 de abril de 1961

Buena parte de su leyenda nos la muestra como una poeta suicida, que habría muerto por una sobredosis de morfina. Sin embargo, las circunstancias exactas de su muerte no se han conocido hasta el momento y, de lo que sí podemos estar seguros es de que fue una gran poeta, por las críticas que se publicaron en su época y por los comentarios de otros grandes poetas griegos como Ángelos Sikelianós o Yannis Ritsos.
No hay tumba física de la poeta, pues sus restos fueron exhumados al poco de ser enterrada, y depositados en una fosa común, debido a que su familia no podía hacerse cargo del mantenimiento económico de su sepultura en el cementerio de Atenas.

## Obra
La mayor parte de la poesía de María Polydouri está inspirada por su tormentosa relación con Kostas Karyotakis, que permaneció violenta y vívida en su mente tanto tras su ruptura como después del suicidio del poeta. El amor y la muerte son los dos ejes alrededor de los cuales gira su poesía; es expresión del drama de su existencia, transcurrida entre la alegría del momento presente y la idea de la muerte próxima. Esto conduce forzosamente a una melancolía que nace del recuerdo de las vivencias, de todas las experiencias que se escapan. Combina un esencial lirismo que se transforma en pesar y, a veces, en angustia, con obvias influencias de Kostas Karyotakis y las lamentaciones populares de la península de Mani. Como afirma Kostas Stergiopoulos:

Maria Polydouri escribía poemas de la misma manera que escribía su diario personal. El trasplante era automático y esencial [...] Para ella la expresión significaba decir la transcripción directa de los hechos de su mundo interior en la lengua poética con todas las generalizaciones y exageraciones que le dictaba su naturaleza romántica.

Su diario se ha publicado por su valor literario, así como otra creación en prosa: una pequeña novela donde se burla sin piedad del conservadurismo y la hipocresía de su época. Además, María Polydouri tradujo al griego moderno poemas de Jean Moréas, Leconte de Lisle y Henry Bataille.

### Poesía
- Los trinos que se extinguen [Οι τρίλλιες που σβήνουν] (1928)
- Eco en el caos [Ηχώ στο χάος] (1929)

### Prosa
- Romance y otros escritos [Ρομάντσο και άλλα πεζά] (edición: Χριστίνα Ντουνιά), Εστία, 2014.

María Polydouri, antes de dedicarse por completo a la poesía, se había ocupado de la prosa y llegó a escribir una novela, publicada de forma póstuma con el título de Ρομάντσο (Romance). No conocemos el título que la autora hubiese querido darle a esta novela. La escribió en el verano de 1926 y la entregó para su publicación a Chysostomos Ganiaris antes de partir para París en diciembre de 1927. Constituye un ejemplo temprano de la novela griega moderna, tanto por la técnica narrativa como por las ideas modernas que figuran en sus páginas.
La edición más actual de la novela (a cargo de Christina Dounia) recoge toda la prosa que se encuentra en las páginas de su diario, una autobiografía, dos pequeños relatos líricos, textos literarios postales, así como cartas desde París, que proporcionan información importante acerca de las condiciones de su estancia y también del destino de su novela. Los textos de este volumen documentan la capacidad narrativa, la mayor sensibilidad social y la autoconciencia de Polydouri como mujer y creadora. Las dos protagonistas de la novela son Danai, una joven independiente e intelectual con inclinaciones feministas, y la impulsiva Afroula, atractiva y con una vida amorosa liberal. Ambas figuras toman sus características de la propia autora y tienen comportamientos subversivos desde el punto de vista de la sociedad griega de los años 20.

### Obras completas
Las Obras completas [Ἅπαντα] de María Polydouri se publicaron por primera vez en 1961 en la editorial Estia, con notas de Lili Zografou. Incluyen, además de los dos poemarios publicados en vida de la autora, una serie de Poemas inéditos [Ανέκδοτα ποιήματα] y algunos textos en prosa. Desde entonces las han vuelto a publicar diferentes editoriales. La segunda edición de las Obras completas de María Polydouri se publicó en 1981, al cuidado de Takis Mendrakos. Pero la primera edición de las Obras completas no recogía la novela escrita por la autora, y tuvo que esperar hasta la segunda edición para aparecer dentro de la producción de la escritora. Hoy sí podemos decir que contamos con las obras completas de María Polydouri en dos volúmenes, uno que recoge su poesía y otro que recoge la prosa, al cuidado de Christina Dounia. Sin embargo, un buen número de sus escritos siguen perdidos: Maria Polydouri escribía sin pausa y regalaba textos suyos a sus amigos y pretendientes. Además, muchos de sus escritos se destruyeron después de su muerte, ya que eran papeles de una tuberculosa.

### Significación de su obra
La obra de María Polydouri, en especial sus poemas, se han convertido en un mito de la literatura griega moderna. Es símbolo de la belleza perdida antes de tiempo, del amor fatal, de la juventud perdida y de la auténtica disposición poética. Sus poemas (o al menos una parte) han sido traducidos al alemán, búlgaro, castellano, catalán, francés, italiano, macedonio, neerlandés, rumano y sueco.
En palabras de José Alsina y Carlos Miralles,

Muy distinto es el pesimismo de María Poliduri (1902-1930), una de las figuras más sugestivas y apasionantes de la Grecia actual. Toda su poesía es expresión del darma de su existencia, transcurrida entre la alegría del momento presente y la idea de la muerte próxima; ello lleva, necesariamente, a una melancolía que nace del recuerdo de todo lo vivido, de todas las experiencias que se escapan: todo parece pasado.

Pero, como dice Mario Domínguez Parra, en su reseña de la traducción de Los trinos que se extinguen por Juan Manuel Macías:

Polydouri no necesita el bastón de la relación amorosa con otro poeta para justificar su obra. Durante mucho tiempo ha sufrido esa rémora: Kostas Karyotakis (1896-1928) casi siempre aparecía cuando se hablaba o se escribía sobre su obra. Mi mención no será más que para atestiguar que Karyotakis (un gran poeta, de cuya obra tanto Macías como yo hemos traducido algunos textos) no tiene nada que hacer ni que decir aquí.
Mario Domínguez Parra

El primer libro de poemas de María Polydouri obtuvo críticas en su mayoría positivas procedentes de autores y críticos jóvenes y de revistas feministas. Sin embargo, la crítica oficial  dio una visión negativa de su obra, que fue la que más tarde prevaleción en los manuales de literatura. A pesar de ello, su segundo libro de poemas logró críticas todavía más positivas y unánimes. No solo la crítica, sino también autores de reconocido prestigio comenzaron a visitarla y frecuentarla.
Hay una diferencia importante entre la crítica literaria y la crítica feminista: esta última destaca la dimensión filosófica de su obra tanto como el hecho de que fuese una estudiante universitaria, en una época en la que la mayoría de las mujeres griegas eran analfabetas. No hay que olvidar que una de las mayores promotoras de su obra fue su amiga Athina Gaïtanu-Yaniu, miembro de la Asociación de Mujeres Socialistas y directora de la revista Griega [Ελληνίς]. También la revista La lucha de la mujer [Ο αγώνας της γυναίκας] publicó críticas positivas del último libro de poemas de Polydouri.
La crítica convencional resaltó el hecho de que su poesía era tan buena que no parecía estar escrita por una mujer, lo que era tanto como decir que, en un mundo masculino y para unos lectores de ese género, no había nada mejor. Sin embargo, poetas y críticos como Yanis Chondroyanis o Kostas Uranis defendieron tanto su poesía como a la mujer que la escribía.
Pero finalmente la idea que prevaleció fue la de una poeta menor, descuidada, sensible pero trivial, a la que se llega a tildar de anticuada. Y esa fue la imagen que se trasladó a los manuales de literatura griega moderna, en los que no dejan de aparecer los términos sensibilidad femenina y ternura, además de mencionar su relación con Karyotakis desde una corriente negacionista, que defiende que la relación entre ambos poetas nunca fue más que una breve amistad.
A pesar de que las críticas obtenidas durante su época fueron generalmente positivas, después de su muerte la crítica literaria es más bien negativa y siempre muy escueta. Hay una serie de palabras clave que se repiten en las críticas posteriores a su muerte: anticuada, descuidada, sensibilidad femenina. Según Christina Dounia, el motivo fundamental de este cambio de tendencia en la crítica literaria hay que buscarlo en la contraposición entre la generación de 1920 y la generación posterior, llamada generación de 1930 y representante de la nueva poesía. En realidad ambas generaciones son coetáneas, ya que no se distinguen por sus fechas de nacimiento o por las fechas de publicación de sus obras sino por tener una sensibilidad poética distinta.
En cuanto al estilo de Polydouri hay que destacar sus influencias neorrománticas y decadentistas, así como las resonancias que pueden encontrarse en su poesía del poeta nacional griego, Dionisos Solomós. Desde el punto de vista formal Polydouri suele mantener un esquema, aunque utilizó el verso libre, y en su sensibilidad poética y en el desarrollo de los temas está más cerca de poetas de la generación de 1930 que de sus compañeros de generación. Es también una característica importante en su poesía el uso de la ironía que, a veces, aligera el tono melancólico. Su poesía es memorable por su autenticidad y musicalidad: usa una lengua casi cotidiana, un ritmo familiar y una rima que no busca la sofisticación. Es una escritura fresca, sincera y sentida, que no se preocupa por la perfección estilística. Y esta característica, que algunos críticos vieron como descuido, es, para otros, su principal virtud.

## Pervivencia de su obra

### Ediciones
En los últimos años, desde 1989, las obras de María Polydouri se han reeditado hasta en quince ocasiones por distintas editoriales en Grecia. Puede consultarse la base de datos de ediciones Biblionet que incluye la mayoría de las obras publicadas en el mercado griego.

### En la literatura griega actual

#### En la narrativa
En cuanto a la literatura griega, el escritor y poeta Kostis Gimosoulis ha escrito una biografía novelada de María Polydouri titulada Llueve luz [Βρέχει φως]. Pero además María Polydouri ha inspirado personajes de obras en las que no aparece como tal, como el de la joven tuberculosa Ana en la novela Mujeres [Γυναίκες] de Galatea Kazantzakis (de soltera Galatea Alexiou), primera esposa de Nikos Kazantzakis, en 1930. Por otra parte también merece la atención la novela Hécate [Εκάτη], de Kosmas Politis, publicada en 1933. En ella hay una presencia constante de María Polydouri: la protagonista femenina, Ersi, está inspirada en la vida de esta escritora; pero, además, se utilizan versos de sus poemas en la narración y se utilizan como un oráculo sobre el amor cuando el protagonista masculino va a consultar a una pitonisa gitana que vive (no casualmente) en el sanatorio «Sotiría».

#### En el teatro
En los últimos años la vida de la escritora ha sido llevada a los escenarios desde dos perspectivas diferentes. En el año 2014 se estrenó el monólogo Calle Polydouri [Οδός Πολυδούρη], obra de la escritora y periodista Roula Georgakopoulou, protagonizado por la actriz Ioanna Papa: en él desfilan todas las mujeres del mundo con el trasfondo de los últimos días de María Polydouri afectada por la tuberculosis, en un monólogo, introvertido y a la vez extrovertido, en el que la actriz baila y canta llevada por la ira juvenil de los que han fabricado el mito, a menudo sin su consentimiento. La audiencia puede aquí identificarse con la escritora y con su historia de amor con Karyotakis, presenciando la locura de la vida parisina que la llevó a la muerte por tuberculosis. Pero también se mencionan sus ideas feministas, en contraposición con su impulso hacia la muerte. De esta forma, todos los aspectos de la vida de la escritora quedan reflejados en la obra.
En 2015 se estrenó la obra de Kelly Pilioura PoKa [ΠόΚα], que toma como tema central la relación apasionada entre Polydouri y Karyotakis, desde el punto de vista de la poesía y de la época en que les tocó vivir. La palabra PoKa, el título de la obra, contiene las iniciales de los apellidos de ambos escritores, pero implica también un juego de confrontación entre ambos. Juega no solo el amor sino también el tiempo, el quiero y no puedo que se encuentra en cualquier ser humano. Los problemas presentados son omnipotentes como también es la necesidad de amor. El tiempo, un amor incumplido, el dolor que infunde en la vida, junto con el recuerdo y el olvido son los argumentos principales de la obra, sin dejar a un lado que la poesía vive del recuerdo, en un tiempo que en nuestra memoria permanece bloqueado. Kelly Pilioura, fascinada por la personalidad de los personajes, decidió, después de muchos años de investigación, escribir y dirigir una obra sobre los dos grandes poetas. Pero esta no es una biografía realista sino un encuentro hipotético en el que se desarrolla el pasado de los dos amantes. El texto, lírico, tierno y denso en significado se ha escrito a partir del contexto en el que se escribieron los poemas. Los actores en la primera representación de la obra fueron Elena Stamatiou, en el papel de María Polydouri, y Vasilis Xatzidimitrakis, en el papel de Kostas Karyotakis.

### En la música
Los poemas de María Polydouri han sido musicados en numerosas ocasiones desde la década de 1960, frecuentemente en colecciones que contienen también poemas de Kostas Karyotakis. Podemos encontrar en internet hasta 43 poemas suyos musicados por diferentes artistas, desde los más melódicos hasta bandas de rock progresivo. Así, un poema como Porque me amaste [Γιατί μ’ αγάπησες] tiene versiones distintas de Giannis Spanos (interpretado por Popi Asteriadi, en 1969), de Dimitris Papadimitriou (interpretado por Eleftheria Arvanitaki, en 1996), de Vasilis Dimitriou (interpretado por Magda Pensou, en 2009, para la serie de televisión Karyotakis), de Mijalis Andronikou (interpretado por Sissy Kassandra, en 2010) y de Giannis Zotos (interpretado por María Simoglou, en 2013).

### En la televisión
El amor entre María Polydouri y Kostas Karyotakis es la trama principal de la serie televisiva de la cadena griega ERT Καρυωτάκης [Karyotakis], emitida en 2009. María Polydouri es interpretada en esta serie por la actriz María Kitsou. A pesar del título de la serie, los 20 capítulos muestran diversos aspectos de la vida de ambos poetas entre 1916 y 1930, dando el mismo protagonismo a María Polydouri y a Kostas Karyotakis. Defiende la imagen de una mujer de una personalidad fuerte y activamente feminista, pero al mismo tiempo humana y equilibrada, y no se recrea en el mito.

### Televisión
- Documental Εποχές και συγγραφείς: Μαρία Πολυδούρη (Archivo ΕΡΤ) (en griego): https://web.archive.org/web/20180304173918/http://archive.ert.gr/8633/
- Documental Εποχές και συγγραφείς: Κώστας Καρυωτάκης (Archivo ΕΡΤ) (en griego): https://web.archive.org/web/20180724211640/http://archive.ert.gr/8478/
- Documental Εποχές και συγγραφείς: Άγγελος Τερζάκης (Archivo ΕΡΤ) (en griego): http://archive.ert.gr/8606/ (enlace roto disponible en Internet Archive; véase el historial, la primera versión y la última).
- Documental Εποχές και συγγραφείς: Κώστας Στεργιόπουλος (Archivo ΕΡΤ) (en griego): https://web.archive.org/web/20180318060402/http://archive.ert.gr/8627/
- Documental Εποχές και συγγραφείς: Άγγελος Σικελιανός Μέρος 1 (Archivo ΕΡΤ) (en griego): https://web.archive.org/web/20171223050813/http://archive.ert.gr/8649/
- Documental Εποχές και συγγραφείς: Άγγελος Σικελιανός Μέρος 2 (Archivo ΕΡΤ) (en griego): https://web.archive.org/web/20171223051355/http://archive.ert.gr/8664/
- Documental Εποχές και συγγραφείς: Γιάννης Ρίτσος (Archivo ΕΡΤ) (en griego): https://web.archive.org/web/20190407110848/http://archive.ert.gr/8544/
- Documental Εποχές και συγγραφείς: Κώστας Ουράνης (Archivo ΕΡΤ) (en griego): http://archive.ert.gr/8492/ (enlace roto disponible en Internet Archive; véase el historial, la primera versión y la última).
- Documental Εποχές και συγγραφείς: Γαλάτεια Καζαντζάκη (Archivo ΕΡΤ) (en griego): https://web.archive.org/web/20180304231451/http://archive.ert.gr/8168/

### Radio y podcast
- Audio del programa de Radio5 (RNE) Mujeres malditas - María Polydouri: deslumbrante y breve: http://www.rtve.es/alacarta/audios/mujeres-malditas/mujeres-malditas-maria-polydouri-deslumbrante-breve/1361327/
- Audio del Programa SBS ΕΛΛΗΝΙΚΑ - Μαρία Πολυδούρη: μια προδομένη ζωή (en griego): https://www.sbs.com.au/yourlanguage/greek/el/audiotrack/maria-polidouri-betrayed-life?language=el

### APK Android
- Aplicación para Android con las obras de María Polydouri (en griego) de Automon.gr (Android Application Development): Μαρία Πολυδούρη, Έργα: https://play.google.com/store/apps/details?id=com.automon.apanta.poludourh.maria

- Datos: Q973712
- Multimedia: Maria Polydouri / Q973712